# Kuhbonan
Kūhbonān (farsi کوهبنان) è il capoluogo dello shahrestān di Kuhbonan, circoscrizione Centrale, nella provincia di Kerman. Aveva, nel 2006, una popolazione di 10.112 abitanti. 
Questa città venne visitata da Marco Polo che così la descrisse:
(Marco Polo, Il Milione, cap. 39. Traduzione italiana di Maria Bellonci)